# Ultra-Mobile PC
Ultra-Mobile PC（ウルトラモバイル ピーシー、略称UMPC）は2006年3月9日にマイクロソフトやインテルなどが発表したタブレットPCの規格。また、その規格に準拠したものと同程度のノートパソコンおよびそのカテゴリー・市場のこと。

## 概要
ノートパソコンとPDAとの中間に位置づけられる。Intel Ultra Mobile Platform 2007に準拠したハードウェア構成の携帯型PCの事と考えてよい。
ドイツ・ハノーファーで行われた「CeBIT 2006」での発表当時は、ASUS、Founder、サムスン電子（Q1）の三社の製品が発表され、後にPBJ、富士通なども加わった。また、ソニーはインテルが「UMPC」というコンセプトおよび規格を発表する以前から「U」シリーズとして類似の製品を販売している（VAIOを参照）。
なお、実物が発表される前はOrigami Projectという、マイクロソフトによるコードネームで活動していた。
分野としてのUMPCは、専用OS・非x86アーキテクチャのCPUを搭載したPDAとは異なり、現行のWindowsを搭載もしくは搭載可能なPC/AT互換機を意図していることが多い。ただし、ベンダの意図によっては、そうでない場合もある。
昨今は、従来のいわゆる「ミニノートパソコン」と呼ばれていた分野・機種もUMPCと混同されることがある。
また、2007年10月にはASUS Eee PCが発売された。従来のUMPCとは異なり、タッチパネル機能を廃し、低容量のHDDの代わりにフラッシュディスクを搭載するなど付加価値を減らして低価格に徹しており、翌年以降他社からも相次いで類似コンセプトの製品が発売され、「ネットブック」と呼ばれるカテゴリを生成するに至っている。
これらはUMPCとは仕様上では区別できるが、現実としてはその区別や境界は曖昧となっている。
ネットブックはタブレットにとって代わられ、UMPCは発表されていない時期が長く続いた。
2016年にはShenzhen GPD Technologyによって2007年代の製品より遥かに小型で省電力化したUMPC、GPD Winが発売された。
その後、2021年にSteam Deck、2023年にASUS ROG Allyなど、ゲーム関連企業がゲーム用デバイスとして発売することが増えた。

## 仕様・ガイドライン
PDAの代替という意味でも従来の小型ノートパソコンと違い、タッチパッド以外でポインターの操作ができるよう、タブレットPC機能を搭載されるのが標準的といえる。また、携帯ゲーム機のように両手で本体を保持して親指でクリックボタンやポインティング・スティックの操作ができるようにしている機種も多い。
概ね下記のガイドラインに準ずればUMPCと呼ばれる。
- 超低消費電力のx86アーキテクチャのCPU・チップセットを搭載。（Intel Atom、Intel A100シリーズ、VIA C7、AMD Geodeなど）
（インテルのガイドラインでは超低電圧版Pentium MもしくはCeleron Mプロセッサ搭載）
- 9型以下のタッチパネル機能を搭載した液晶ディスプレイ。
（インテルのガイドラインでは4 - 7型のタッチスクリーン、最低解像度800×480ドット）
- 重量が2ポンド以下。
（インテルのガイドラインによる。これはおよそ907gに相当する。）
- 3 - 5時間程度のバッテリー持続時間。
- 無線LAN、Bluetoothの搭載。
- 30 - 60GB程度のハードディスク容量。（マイクロソフトのガイドライン）
- x86アーキテクチャー用OSが動作する。
（インテルのガイドラインではWindows XP、Linux OSで動作する）

## 主なメーカー・製品
- 富士通 ： FMV-BIBLO LOOX Uシリーズ
- SONY ： VAIO type U
- 工人舎 ： SA、SH、SR、SC、SXシリーズ
- シャープ ： WILLCOM D4
- サムスン ： SPH-P9000、SPH-P9200、Q1シリーズ
- Roper mobile technology ： Switchback
- OQO model 01、model 01+、model 02
- Wibrain B1
- PBJ Smart Caddie
- UMID mbook M1 / 工人舎 PMシリーズ / ONKYO BX
- villiv N5

など。